# عرق الشقاق
عرق شقاق ( بالعربية: الضاية الحمراء) هو الأكبر والذي لم يمسه أحد من كبار العروق في المغرب، والآخر هو عرق الشبي بالقرب من مرزوقة.
يقع هذا المعبد المصنوع من الكثبان الرملية الجميلة في منطقة درعة تافيلالت على بعد حوالي 45 كم غرب بلدة محاميد الغزلان الريفية الصغيرة، والتي تقع على بعد حوالي 98 كم جنوب مدينة زاكورة. بعض الكثبان الرملية تزيد عن 50 مترًا فوق المناظر الطبيعية المحيطة وتبلغ مساحتها حوالي 35 كيلومترًا في 15 كيلومترًا، وهي أكبر وأعرق جبل في المغرب.
ويمثل الحد الشمالي جبل بني، ويمثل الحدود الشرقية محاميد حمادة. في الجنوب الشرقي تقع عرق السمار بجوار عرق الزاهار. في الغرب تقع بحيرة إيريكي، وهي بحيرة جافة تقع الآن في منتزه إيريكي الوطني منذ عام 1994.
نظرًا لصعوبة الوصول إليه نسبيًا، يظل عرق الشقاة أقل زيارة بشكل ملحوظ من عرق الشبي. لهذا السبب يعتبر عرق الشقاق أكثر رومانسية وشهرة بشكل عام كمجموعة محبوبة من قبل الأصوليين والفنانين مثل رسامي المناظر الطبيعية والمصورين المحترفين.
بدءًا من واحة محاميد الغزلان، من الممكن الوصول إلى منطقة الكثبان الرملية، بواسطة مركبة على الطرق الوعرة، وبالجمال والدراجة النارية على الطرق الوعرة على طول مسار قافلة قديم، ولكن طريق الاقتراب ليس واضحًا إلا إذا كان لديك نظام ملاحة GPS ونقاط الطريق ذات الصلة، يُنصح باستخدام مرشد محلي.

## فضول
في عام 2018، كانت صحراء عرق الشقاق موقعًا لسجل رياضي متطرف للعداء الإيطالي ستيفانو ميجليتي. في نوفمبر 2018، عبر ميغليتي الصحراء سيرًا على الأقدام، ولم يستغرق سوى 4 أيام و 10 ساعات لتغطية مسار يبلغ حوالي 500 كيلومتر. لقد عبر 4 عرق من الكثبان الرملية (عرق السمار، عرق الزاهار، عرق الشجاعة، عرق ليودي)، 2 حمادة (الهضاب الصخرية)، ويمتد أيضًا على طول نهر درعة المجفف ويعبر أيضًا بحيرة إيريكي القاحلة. استقبل أفراد القبائل العداء في قصبة محاميد.

## معرض .

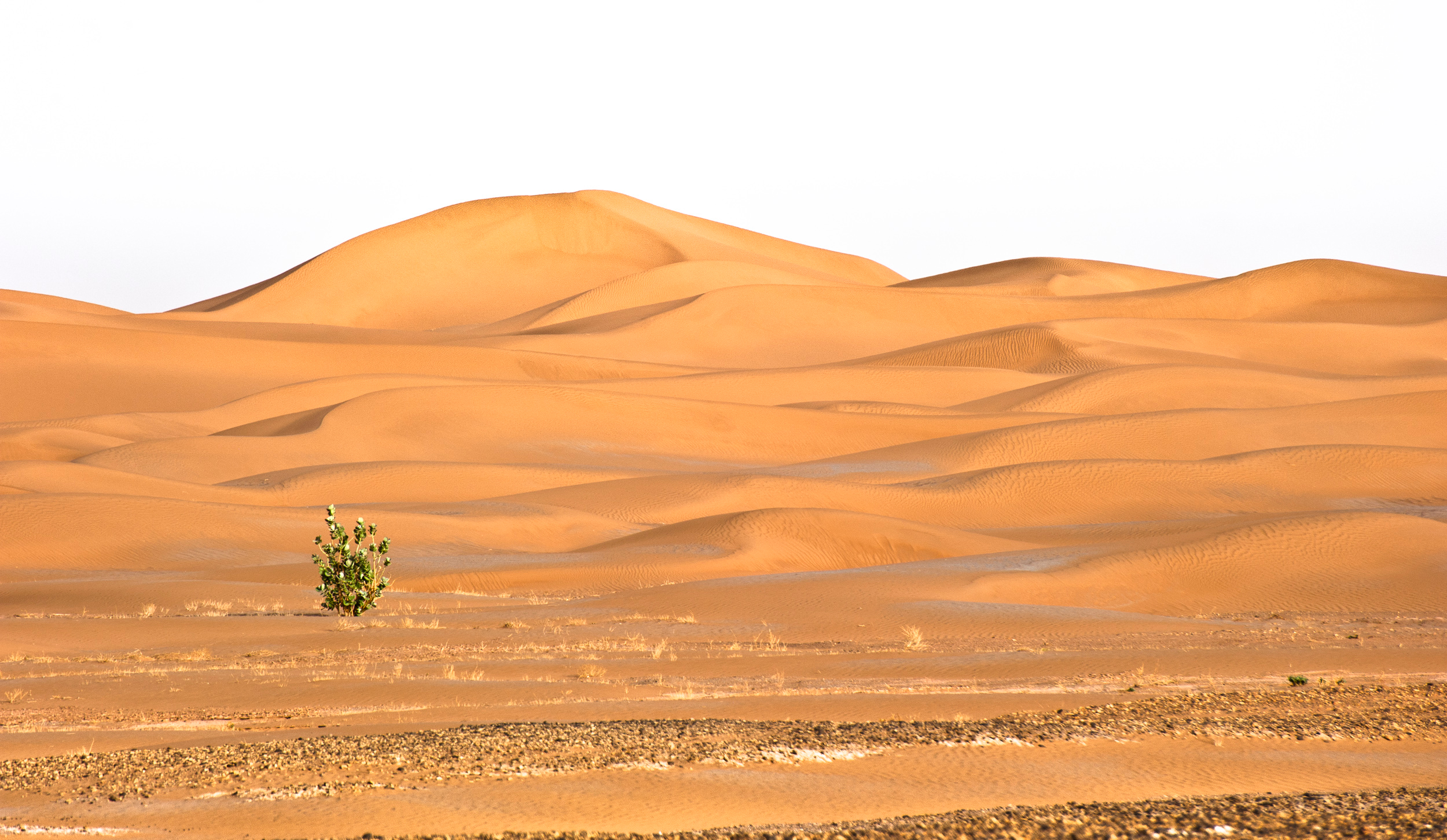
تصوير صحراء عرق الشقاق بعد عاصفة صحراوية، أغسطس 2018
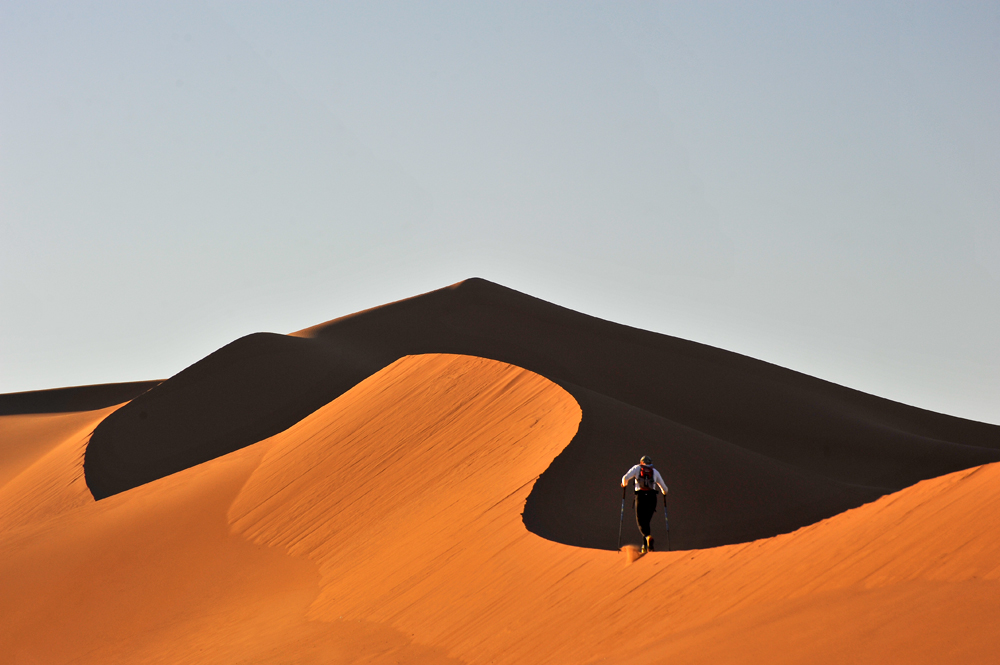
عداء متطرف أثناء الجري على كثبان صحراء عرق الشقاق، نوفمبر 2018
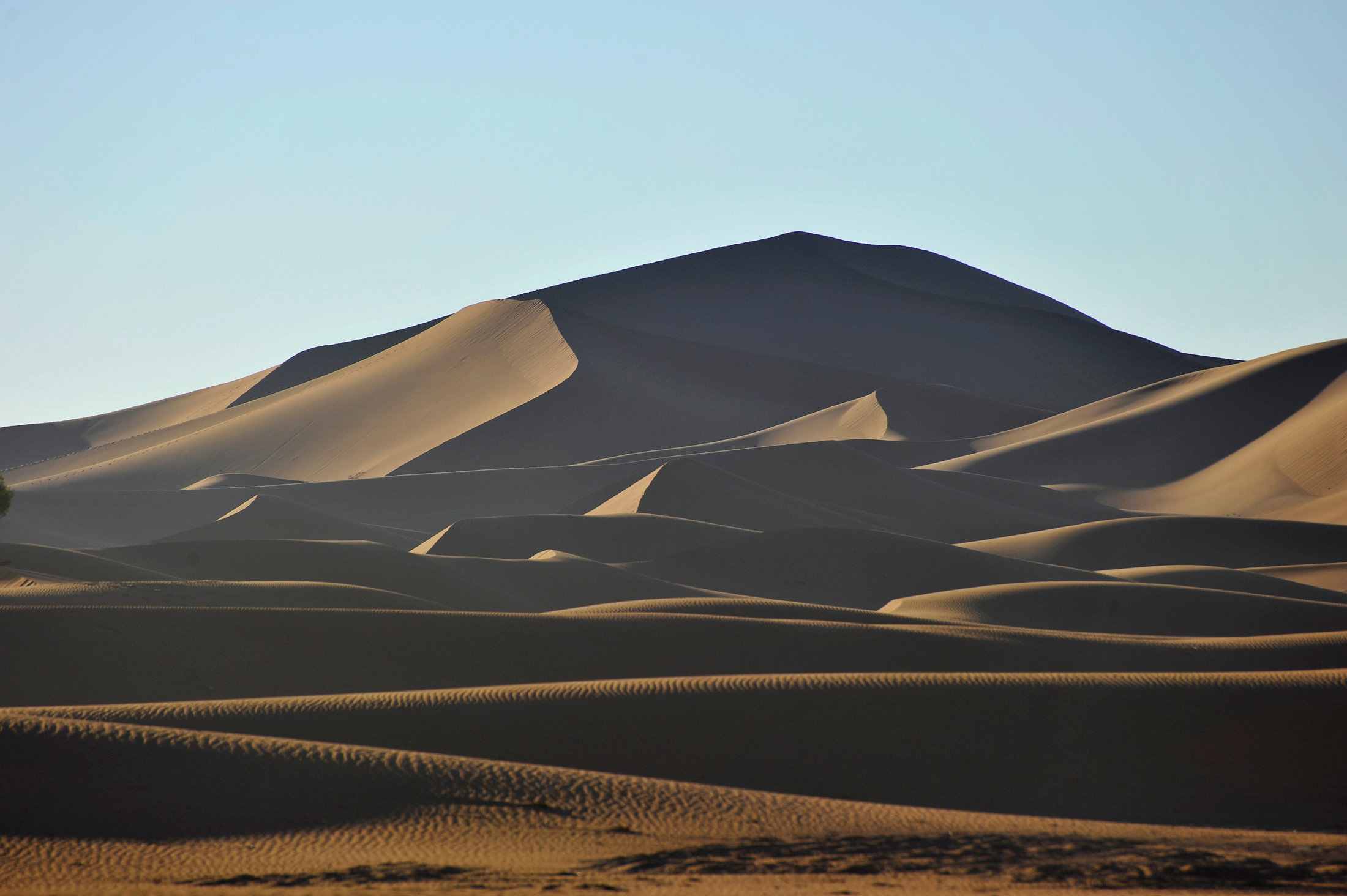
كثبان عرق الشقاق، الأضواء الأولى، نوفمبر 2018